# ديف كيج
ديف كيج (بالإنجليزية: Dave Gage)‏ هو عازف هارمونيكا أمريكي، ولد في 1957.